# 불가리아의 마천루 목록
불가리아의 마천루 목록이다.

## 목록
| 계급 | 이름                         | 위치         | 높이  | 층수 | 완공   | 용도   |
| ---- | ---------------------------- | ------------ | ----- | ---- | ------ | ------ |
| 1    | 캐피탈 포트                  | 소피아       | 126   | 28   | 2015년 | 사무실 |
| 2    | 밀레니엄 센터 -호텔 타워     | 소피아       | 121   | 32   | 2017년 | 호텔   |
| 삼   | 밀레니엄 센터 -오피스 타워   | 소피아       | 105   | 24   | 2017년 | 사무실 |
| 4    | 호텔 로디나                  | 소피아       | 104   | 25   | 1979년 | 호텔   |
| 5    | 파크 상트 피터 버그 호텔     | 플로브디프   | 103   | 30   | 1986년 | 호텔   |
| 6    | CITUB 관리 빌딩              | 소피아       | 99    | 22   | 1978년 | 사무실 |
| 7    | 켐핀스키 호텔 조그라프스키   | 소피아       | 98    | 22   | 1979년 | 호텔   |
| 8    | 호텔 미라지                  | 부르가스     | 95    | 21   | 2003년 | 호텔   |
| 9    | 호텔 도브 루자               | 알베나       | 91    | 19   | 1983년 | 호텔   |
| 10   | 인피니티 타워                | 소피아       | 90.5  | 19   | 2013년 | 사무실 |
| 11   | GM 스트로이                  | 부르가스     | 90    | 30   | 2012년 | 주거   |
| 12   | 헤무스 호텔                  | 소피아       | 86    | 20   | 1976년 | 호텔   |
| 13   | 소파 마 비즈니스 센터-타워 3 | 소피아       | 85.2  | 22   | 2011년 | 사무실 |
| 14   | 라즈 렌 브리그               | 부르가스     | 85    | 22   | 2017년 | 주거   |
| 15   | 건축업자의 고향              | 스타라자고라 | 85    | 18   | ??     | 행정   |
| 16   | 호텔 코스모스                | 부르가스     | 84.3  | 19   | ??     | 호텔   |
| 17   | 호텔 리가                    | 책략         | 84    | 20   | 1975년 | 호텔   |
| 18   | 파크 호텔 모스크바           | 소피아       | 82.5  | 23   | 1974년 | 호텔   |
| 19   | NDK-프로노                   | 소피아       | 82    | 19   | 1981년 | 사무실 |
| 20   | 호텔 모스크바                | 플로브디프   | 81    | 26   | 1980년 | 호텔   |
| 21   | 호텔 쿠반                    | 서니비치     | 80.2  | 20   | 1967년 | 호텔   |
| 22   | 밀레니엄 센터-레지 덴셜 타워 | 소피아       | 80    | 18   | 2017년 | 주거   |
| 23   | 호텔 부르 가스 비치          | 서니비치     | 76.22 | 19   | ??     | 호텔   |
| 24   | 로얄 시티 비즈니스 파크      | 플로브디프   | 75    | 17   | 2010년 | 사무실 |
| 25   | 소파마 비즈니스 센터-타워 2  | 소피아       | 74.7  | 19   | 2011년 | 사무실 |
| 26   | TELUS 타워                   | 소피아       | 74.5  | 20   | 2017년 | 사무실 |
| 27   | 프린세스 호텔 소피아         | 소피아       | 74    | 17   | 1977년 | 호텔   |
| 28   | 호텔 라즈 그라드             | 라즈그라드   | 72.8  | 19   | ??     | 호텔   |
| 29   | 인터 호텔 체르노             | 바르나       | 72.2  | 22   | 1975년 | 호텔   |
| 30   | 블록 1V-마담스               | 소피아       | 72    | 24   | ??     | 주거   |
| 31   | 호텔 불가리아 부르 가스      | 부르가스     | 71    | 16   | 1976년 | 호텔   |
| 32   | 비바콤 본사                  | 소피아       | 70    | 17   | 2010년 | 사무실 |
| 33   | 벤치 마크 타워               | 소피아       | 70    | 17   | 2009년 | 사무실 |
| 34   | 메가파크 소피아              | 소피아       | 70    | 17   | 2010년 | 사무실 |
| 35   | 바르나 타워-타워 1           | 바르나       | 70    | 16   | 2010년 | 사무실 |
| 36   | 바르나 타워-타워 2           | 바르나       | 70    | 16   | 2010년 | 사무실 |
| 37   | 버티고 빌딩                  | 소피아       | 70    | 17   | 2011년 | 사무실 |
| 38   | 다이아몬드 아텍스            | 소피아       | 70    | 20   | 2018년 | 주거   |

## 같이 보기
- 발칸반도의 마천루 목록
- 유럽의 마천루 목록